# Карбонара-ди-По
Карбонара-ди-По (итал. Carbonara di Po) — коммуна в Италии, располагается в регионе Ломбардия, в провинции Мантуя.
Население составляет 1335 человек (2008 г.), плотность населения составляет 89 чел./км². Занимает площадь 15 км². Почтовый индекс — 46020. Телефонный код — 0386.
В коммуне 15 августа особо празднуется Успение Пресвятой Богородицы. Имеется Храм Успения Пресвятой Богородицы.

## Демография
Динамика населения:

## Администрация коммуны
- Официальный сайт: http://www.comune.carbonaradipo.mn.it/